# Automolus subulatus
Hyloctistes subulatus là một loài chim trong họ Furnariidae.